# Akademia Rakowska

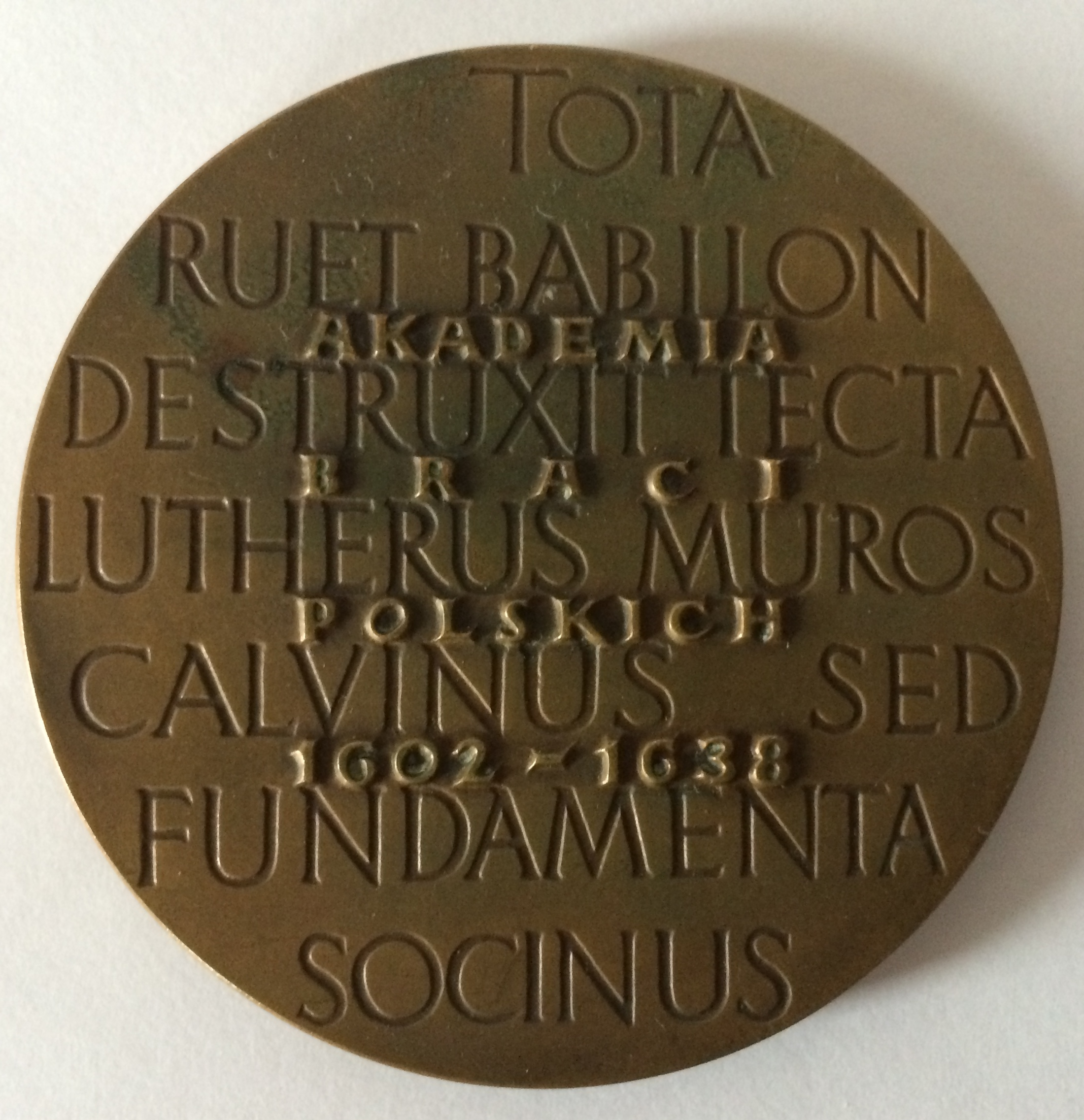
Medal upamiętniający Akademię Rakowską (Akademię Braci Polskich) wybity w 400-lecie miasta Rakowa w 1969

Akademia Rakowska (łac. Gymnasium Bonarum Artium, także Szkoła lub Gimnazjum w Rakowie) – założona w 1602 roku szkoła średnia braci polskich, istniejąca w Rakowie do 1638 roku. Akademia ta nie była szkołą wyznaniową, kształcili się w niej oprócz braci polskich, także protestanci i katolicy. Została zamknięta na mocy wyroku sądu sejmowego z kwietnia 1638.

## Historia
Została założona w 1602 w Rakowie przez Jakuba Sienieńskiego, posła sejmowego, uczestnika rokoszu sandomierskiego 1606–1609. Miała 5 klas, a także studium teologii, formalnie bez praw akademickich. 
Znana była z wysokiego poziomu nauczania i tolerancji, przyciągała nie tylko młodzież braci polskich, ale także katolicką. Uczęszczali do niej również cudzoziemcy. Do grona pedagogów Akademii, którzy wprowadzili do polskiej metodyki metodę poglądową, należeli m.in.:
- Jan Jerzy Szlichtyng (Schlichting), teolog braci polskich i biblista, autor komentarzy do Nowego Testamentu.
- Jan Crell (Johannes Crell), teolog pochodzenia niemieckiego, jej rektor w latach 1616–1621.
- Marcin Ruar, niemiecki myśliciel religijny działający w Polsce, ideolog braci polskich, od 1621–1622 jej rektor.
- Joachim Stegmann, matematyk i myśliciel religijny pochodzenia niemieckiego, autor nowoczesnego podręcznika do matematyki.

Do powstania Akademii przyczynił się Wojciech z Kalisza.
W Akademii uczono języków: łacińskiego, polskiego, niemieckiego, włoskiego, francuskiego, logiki, etyki, retoryki, matematyki, zapoznawano z elementami prawoznawstwa, polityki i nauk przyrodniczych. Teologii uczono w języku polskim.
Dla Akademii pisali podręczniki: Jan Licinius (do nauki języków łacińskiego, niemieckiego i polskiego), Walenty Smalc (Katechizm), Jan Crell (Prima ethices elementa [Pierwsze elementy etyki]), Mathurin Cordier z Lozanny (nauka potocznej łaciny i zasad moralnych), Joachim Stegmann (nowatorski podręcznik matematyki i geometrii).
Akademią opiekowali się scholarchowie, m.in.: Jakub Sienieński, Andrzej Lubieniecki (zm. 1623), Hieronim Moskorzowski, Walenty Smalc, Piotr Stoiński, Stanisław Lubieniecki, Krzysztof Morsztyn, Adam Gosławski, Andrzej Wojdowski, Giovanni Battista Cetis, Jan Völkel, Salomon Paludius i inni.
Największy rozkwit Akademii Rakowskiej przypadał na lata 1616–1630, kiedy zwano ją sarmackimi Atenami. W tym czasie liczyła ponad 1000 uczniów, w tym wielu cudzoziemców. 
Koniec Akademii przyniosła w 1638 sprawa rzekomego sprofanowania przydrożnego krzyża przez kilkunastu uczniów Akademii, którzy wyszli na wycieczkę pod opieką nauczyciela Salomona Paludiusa. Tę sprawę wykorzystali i nagłośnili: biskup krakowski Jakub Zadzik, wojewoda sandomierski Jerzy Ossoliński mianowany wówczas podkanclerzym i nuncjusz papieski Honorato Visconti. Doprowadzili oni do zamknięcia Akademii i zniszczenia wszystkich instytucji ariańskich w Rakowie na mocy wyroku sądu sejmowego z kwietnia 1638, mimo obrony ze strony posłów-innowierców. Wyrok zapadł w procesie skróconym tzw. sumarycznym, bez oparcia w obowiązującym prawie, co wzbudziło opór również posłów katolickich. Bowiem 
należało wprzód proces sumaryczny wyraźną konstytucją sejmową utwierdzić, publikować, a dopiero wtedy sądzić. W przeciwnym razie łatwo by takim dekretem (wyrokiem) nakryć można każdego, co o sumarycznym procesie nie wiedząc, na zwyczajny się ubezpieczał. Tą samą siecią, którą arjanów chwytać chciano, można było i katolików umotać. Niedopuszczenie deputatów z Izby poselskiej było również pogwałceniem prawa, a zamienienie jej w delatora (oskarżyciela) publicznego było największą obrazą, jaką jej można było wyrządzić. Nareszcie oskarżono i ukarano wolnego obywatela nie tylko o samo wywrócenie krzyża, ale i o drukarnię, o szkołę i nabożeństwo, czego prawa nie wzbraniały, zaczem dekret ów był niejako nowem prawem i do rozpoznania wszystkich stanów należał. Takie bezprawne postępowanie ze strony ministra, [Ossolińskiego] który chcąc gorliwością katolicką biskupów zakasować, sumaryczny proces wprowadzał, co rozjątrzyło bardziej jeszcze szlachtę, a chociaż w czasie procesu nikt nie wystąpił w obronie Sienieńskiego, bojąc się posądzenia, że broni sekty, którą się wszystkie wyznania jednako brzydziły, to jednak wielu posłów na sejmiki sprawę tę wziąć postanowiło, aby na przyszłym sejmie albo taki sumaryczny proces zgodnie uchwalić i konstytucją opisać, albo wszelkie dekreta takiego procesu raz na zawsze skasować (...)

## Rektorzy Akademii
- od 1602 – Krzysztof Brockajus
- 1610–1616 – Paweł Krokier
- w latach 1616–1627: Jan Crell, Marcin Ruar
- 1627-1632 Joachim Stegmann
- 1632-1634 Jerzy Nigrynus
- 1634-1638 Wawrzyniec Stegmann (ostatni rektor, w 1638 został wygnany z Rakowa)

## Sławni absolwenci
- Stanisław Lubieniecki, astronom
- Jerzy Niemirycz, podkomorzy kijowski
- Samuel Przypkowski, pisarz i poeta
- Krzysztof Szlichtyng, pastor i teolog
- Andrzej Wiszowaty, poeta, teolog, filozof